# Lilleby (przystanek kolejowy)
Lilleby – kolejowy przystanek osobowy w Lilleby, w okręgu Trøndelag w Norwegii, jest oddalony od Trondheim o 1,77 km. 

## Ruch pasażerski
Należy do linii Nordlandsbanen, Jest elementem kolei aglomeracyjnej w Trondheim i obsługuje lokalny ruch do Trondheim S i Steinkjer.  Pociągi odjeżdżają co pół godziny w godzinach szczytu i co godzinę poza szczytem.

## Obsługa pasażerów
Wiata, parking dla rowerów. Odprawa podróżnych odbywa się w pociągu.